# Cristina Eiko
Cristina Eiko é uma quadrinista e animadora brasileira. Junto com seu marido, Paulo Crumbim, publica desde novembro de 2010 o site de webcomics Quadrinhos A2, que já teve duas edições impressas com compilações de suas HQs autobiográficas. Em 2013, o livro Quadrinhos A2 - Segunda Temporada ganhou o 25º Troféu HQ Mix na categoria "Melhor publicação independente de autor", além disso, o casal ilustrou uma história do graphic novel Futuros Heróis de Estevão Ribeiro.. No mesmo ano, foi anunciado que Cristina participaria do projeto Graphic MSP, o casal ficou responsável pelo álbum do personagem Penadinho. Em abril de 2017 publicou Culpa, sua primeira HQ solo. Em 2018, foi escolhida para ilustrar o cartão de visitas do Festival Internacional de Quadrinhos, realizado em Belo Horizonte.